# HMS Duke of York (17)
El HMS Duke of York (17) fue un acorazado de la clase King George V de la Royal Navy, y el segundo con este nombre. Inicialmente, estaba destinado a llamase Anson pero finalmente, se le cambió el nombre en 1938.

## Diseño y Construcción
Al igual que sus compañeros de clase, fue diseñado bajo los términos del Tratado Naval de Washington. Las “vacaciones” de construcción de acorazados duraron hasta 1931, pero, ya desde 1928, se comenzó a diseñar los requerimientos de los nuevos buques que se esperaban comenzar a construir en 1931.
Pero en 1930, tras el primer Tratado Naval de Londres las vacaciones de construcción, se vieron extendidas a 1937, por lo que no se retomó la planificación hasta 1935, con un desplazamiento máximo de 35.000 toneladas según las directrices del citado tratado naval.
Fue construido en los astilleros de John Brown & Company de Clydebank, en Escocia, que puso su quilla sobre la grada el 5 de mayo de 1937, lo botó el 28 de febrero de 1940, y lo entregó para ser dado de alta por la Royal Navy el 4 de noviembre de 1941.
Una característica distintiva del  Duke of York era su plataforma extendida de dirección de tiro colocada tras la chimenea. En este buque, fue extendida sobre la cubierta de botes tras la modernización en la que se retiraron las catapultas e hidroaviones.

## Historial
Fue dado de alta demasiado tarde para participar en la acción contra el acorazado alemán Bismarck, o algún otro navío alemán de superficie durante la Batalla del Atlántico de la Segunda Guerra Mundial.
Sin embargo, el Duke of York tuvo su papel en la reducción del potencial naval alemán. En su crucero de pruebas, en diciembre de 1941, embarcó al primer ministro Winston S. Churchill que acudía a una conferencia con el  Presidente de los Estados Unidos Franklin D. Roosevelt, arribaron a Annapolis el 22 de diciembre de 1941. El 1 de marzo de 1942 escoltó al convoy PQ 12 rumbo a la Unión Soviética junto con el crucero de batalla Renown, el crucero Kenya y seis destructores. Debido a los temores del almirante John Tovey de que el acorazado alemán Tirpitz pudiera intentar interceptar el convoy, la formación fue reforzada el 6 de marzo por el barco gemelo King George V, el portaaviones Victorious, el crucero pesado Berwick y seis destructores. El 6 de marzo, el acorazado alemán se hizo a la mar y fue avistado por un submarino británico alrededor de las 19:40; sin embargo, no hubo ningún contacto aparte de un ataque fallido con torpedos por parte de un avión Victorious.
A finales de diciembre de 1943, el Duke of York tomo parte con la Home Fleet, de la cobertura de un convoy entre el Reino Unido y la Unión Soviética. Los buques alemanes de superficie estacionados en Noruega, suponían un constante peligro para estos convoyes, y forzaba a la vez a la permanencia de la mayoría de las fuerzas navales en las aguas territoriales británica.
Uno de estos navíos, era el Scharnhorst. Durante el trayecto del convoy JW55B, el Scharnhorst dejó su base, y navegó en su búsqueda. En el consiguiente combate, el Duke of York se anotó un impacto trivial sobre la sala de calderas del Scharnhorst que evitó su escape e inició su destrucción en la Batalla de Cabo Norte. Tras el hundimiento del Scharnhorst y la retirada de gran parte de los navíos más pesados de Noruega, la necesidad de mantener fuerzas con gran poder de fuego en aguas territoriales británicas, se vio notablemente disminuida. Tras su modernización en Liverpool durante 1944 la cual incluyó el refuerzo de su artillería antiaérea, el Duke of York navegó hasta el Océano Pacífico para unirse a la flota británica del pacífico, a la cual se acopló para tomar parte de la invasión de Okinawa. Fue buque insignia de la flota británica durante la rendición de Japón.
Tras el final de la guerra, el Duke of York permaneció en activo hasta abril de 1949. En esos momentos, los acorazados, si no totalmente obsoletos, comenzaban a aproximarse velozmente hacia la obsolescencia. Los acorazados, requerían además mucho dinero y mucha tripulación para mantenerse en activo, dos cosas que en la Gran Bretaña de la posguerra, no sobraban. El buque, fue desguazado en 1957 en Faslane.